# Mádies
Mádies (medo: Mādava; grego antigo: Μαδυης Maduēs; latim: Madyes), filho de Protóties, reinou sobre os citas no séculos VII a.C. Mádies governou como aliado do Império Neoassírio, que era então a superpotência da região, e levou o poder cita ao seu auge.
Depois que o Império Neoassírio começou a se desfazer, Mádies foi assassinado pelo rei medo Ciaxares, que expulsou os citas da Ásia Ocidental.

## Nome
O nome Madyes é a forma latinizada de Maduēs (Μαδυης), que é a forma grega antiga de um nome iraniano antigo. O iranologista Rüdiger Schmitt sugeriu que a forma original do nome de Mádies era o cita *Madu, que significa “bebida intoxicante,” embora o estudioso Mikhail Bukharin, observando que essa reconstrução era improvável porque o som proto-cita /δ/ evoluiu para /l/ em cita, e que o nome deste rei foi transmitido através de fontes persas aos autores gregos que o registraram, propuseram que o nome Μαδυης em vez disso, originou-se de uma forma iraniana ocidental *Mādava-, que significa “medo.”

## Vida e reinado

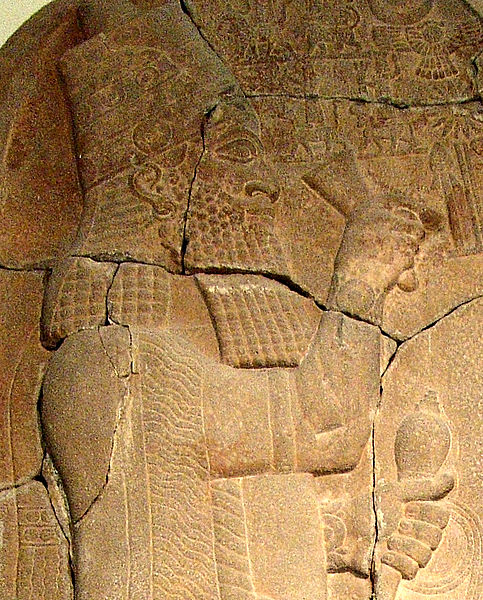
Suposto avô materno de Mádies, o rei assírio Assaradão.

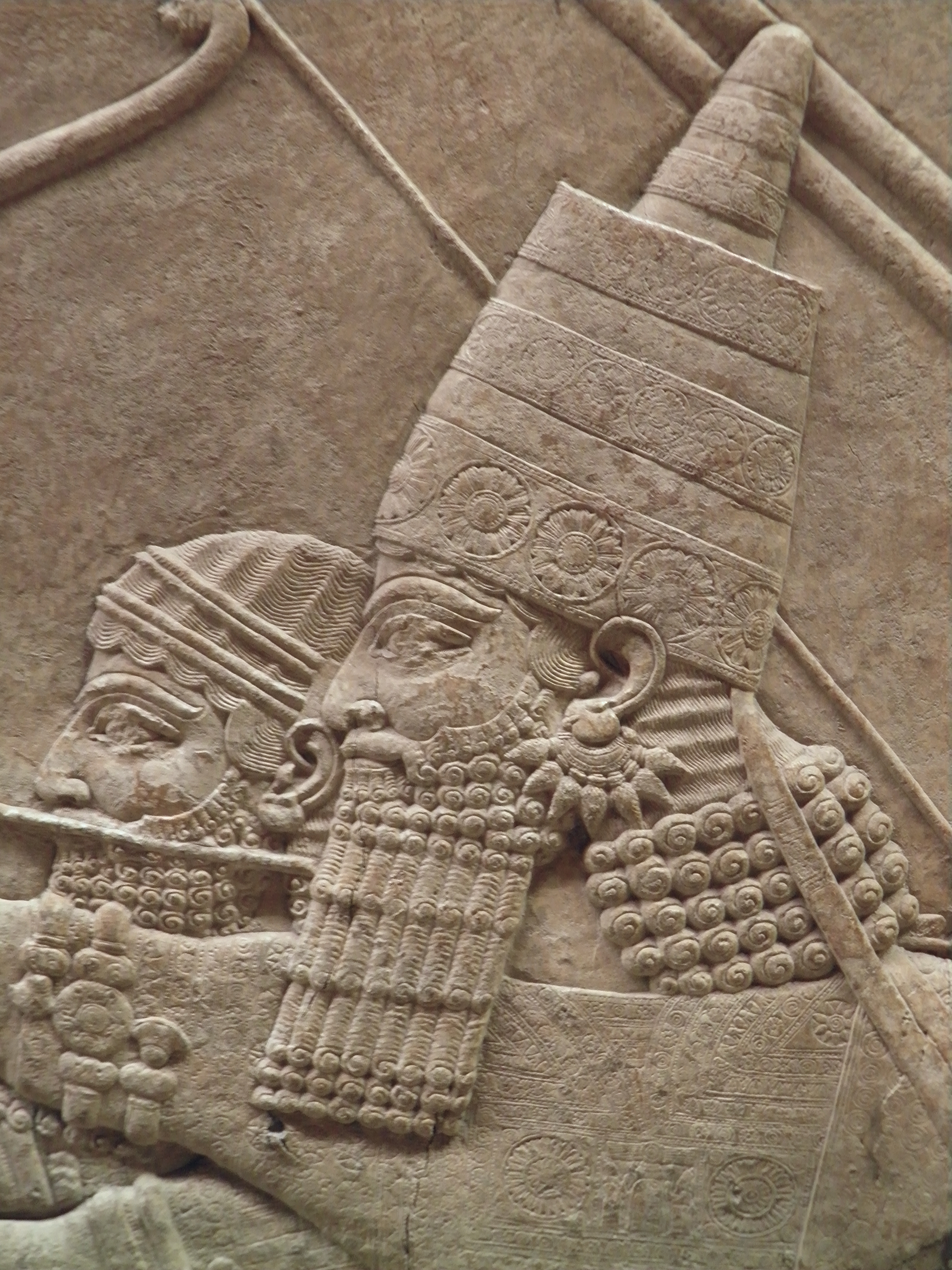
Suposto tio materno de Mádies, o rei assírio Assurbanípal.

### Antecedentes
Mádies era filho do rei cita anterior, Bartatua, e possivelmente neto do predecessor de Bartatua, Ispacaia. Ispacaia tinha sido inimigo da então superpotência na Ásia Ocidental, o Império Neoassírio, e foi morto em batalha contra o rei assírio Assaradão, após o qual Bartatua se tornou rei dos citas e, em vez disso, procurou se aliar aos assírios.
O nome da mãe de Mádies não é registrado, mas, como Bartatua havia pedido em casamento a mão da princesa assíria Seruaeterate, que era filha de Assaradão e irmã de seus sucessores Assurbanípal e Samassumuquim, e havia uma estreita aliança entre os citas e a Assíria sob os reinados de Bartatua e Mádies, isso sugere que os sacerdotes assírios aprovaram esse casamento entre uma filha de um rei assírio e um senhor nômade, o que nunca havia acontecido antes na história assíria; os citas foram assim trazidos para uma aliança conjugal com a Assíria, e Seruaeterate era provavelmente a mãe do filho de Bartatua, Mádies.
O casamento de Bartatua com Seruaeterate exigia que ele jurasse fidelidade à Assíria como um vassalo e, de acordo com a lei assíria, os territórios governados por ele seriam seu feudo concedido pelo rei assírio, o que tornou a presença cita na Ásia Ocidental uma extensão nominal do Império Neoassírio. Sob esse arranjo, o poder dos citas na Ásia Ocidental dependia fortemente de sua cooperação com o Império Assírio; doravante, os citas permaneceram aliados do Império Assírio. Após a morte de Bartatua, Mádies o sucedeu.

### Conquista da Média
Após um período de declínio assírio ao longo dos anos 650 a.C., o outro filho de Assaradão, Samassumuquim, que o sucedeu como rei de Babilônia, se revoltou contra seu irmão Assurbanípal em 652 a.C. Os medos apoiaram Samassumuquim, e Mádies ajudou Assurbanípal a suprimir a revolta externamente ao invadir a Média. O rei medo Fraortes foi morto em batalha, seja contra os assírios ou contra o próprio Mádies, que então impôs a hegemonia cita sobre a Média por 28 anos em nome dos assírios, iniciando assim um período que os autores gregos chamaram de “governo cita sobre a Ásia”.
Mádies logo expandiu a hegemonia cita para o estado de Urartu também, com a Média, Manai e Urartu continuando a existir como reinos sob a suserania cita.

### Derrota dos cimérios

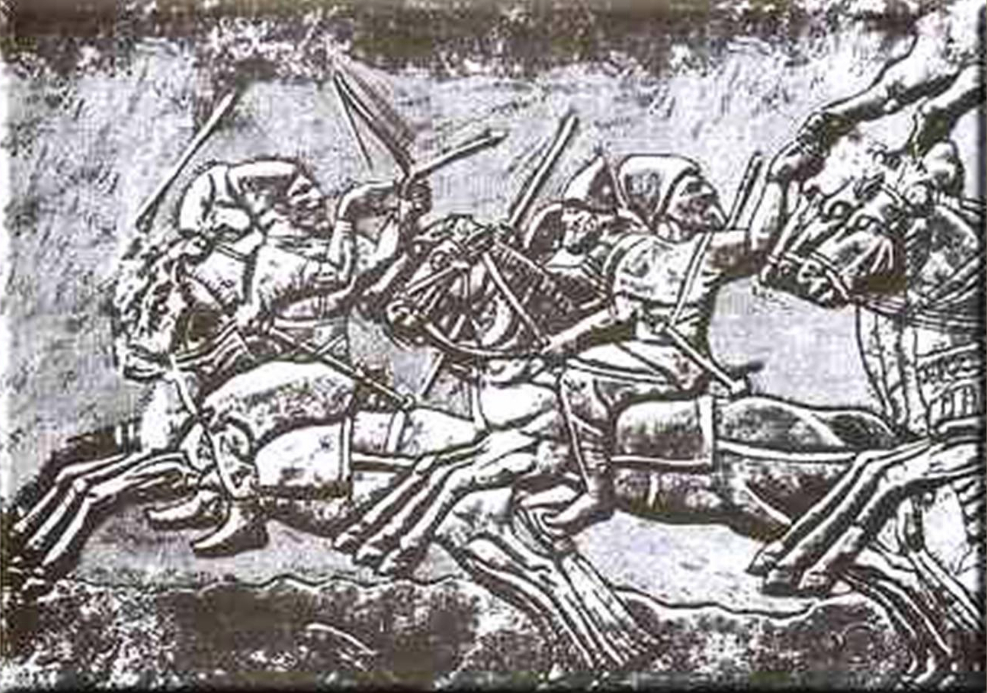
Um relevo assírio representando guerreiros cimérios.

Durante o século VII a.C., a maior parte dos cimérios estavam operando na Anatólia, onde constituíam uma ameaça aos assírios, que desde 669 a.C. eram governados por Assurbanípal, supostamente tio de Mádies. Registros assírios em 657 a.C. podem ter se referido a uma ameaça ou uma conquista das possessões ocidentais do Império Neoassírio na Síria, e essas agressões cimérias preocupavam Assurbanípal sobre a segurança da fronteira noroeste de seu império.
Em 644 a.C., os cimérios, liderados por Tugdamme, atacaram o reino da Lídia, derrotaram os lídios e capturaram a capital lídia, Sardes; o rei lídio Giges morreu durante este ataque. Depois de saquear Sardes, Tugdamme liderou os cimérios para invadir as cidades-estados gregas de Jônia e Eólia na costa ocidental da Anatólia. Em 637 a.C., a tribo trácia Treres invadiu a Anatólia, e em aliança com os cimérios e lícios, atacaram Lídia durante o reinado do filho de Giges, Ardis. Eles derrotaram os lídios e capturaram sua capital Sardes, exceto por sua cidadela, e Ardis pode ter sido morto neste ataque. O filho e sucessor de Ardis, Sadiates, também pode ter sido morto em outro ataque cimério à Lídia em 635 a.C..
Logo após 635 a.C., com aprovação assíria e em aliança com os lídios, os citas sob Mádies entraram na Anatólia, expulsaram os Treres e derrotaram os cimérios para que eles não mais constituíssem uma ameaça novamente, após o que os citas estenderam seu domínio à Anatólia Central. Esta derrota final dos cimérios foi realizada pelas forças conjuntas de Mádies, a quem Estrabão credita a expulsão dos cimérios da Ásia Menor, e do filho de Sadiates e bisneto de Giges, o rei lídio Alíates, a quem Heródoto e Polieno credita a derrota final dos cimérios.
O poder cita na Ásia Ocidental atingiu assim o seu auge sob Mádies, com os territórios governados pelos citas estendendo-se do rio Hális na Anatólia, a oeste, até o Mar Cáspio e as fronteiras orientais da Média, a leste, e da Transcaucásia no norte até as fronteiras norte do Império Neoassírio no sul.

### Revolta da Média
Por volta de 620 a.C., o Império Neoassírio começou a se desfazer após a morte de Assurbanípal em 631 a.C. Além da instabilidade interna dentro da própria Assíria, a Babilônia revoltou-se contra os assírios em 626 a.C. sob a liderança de Nabopolassar. No ano seguinte, em 625 a.C., Ciaxares, filho de Fraortes e seu sucessor ao reinado medo, derrubou o jugo cita sobre os medos ao convidar os governantes citas para um banquete e depois assassiná-los, incluindo Mádies, após embriagá-los. Os citas foram finalmente expulsos da Ásia Ocidental pelos medos nos anos 600 a.C., após o que se retiraram para a estepe pôntica.

## Legado
Os autores greco-romanos confundiram Mádies com seus predecessores e sucessores em uma única figura, também chamada Mádies, que levou os citas a derrotar os medos e o lendário rei egípcio Sesóstris e impor seu domínio sobre a Ásia por muitos anos antes de retornar à Cítia. Autores greco-romanos posteriores nomearam este rei cita como Idantirso ou Tanausis, embora este Idantirso seja uma figura lendária separada do rei cita histórico posterior Idantirso, de quem os greco-romanos derivaram apenas seu nome.